# Frank Brabant
Frank Brabant (* 11. April 1938 in Schwerin) ist ein deutscher Kunstsammler und Unternehmer.

## Leben
Frank Brabant wuchs in Schwerin auf und siedelte 1958 aus der DDR nach Wiesbaden in den westlichen Teil Deutschlands. Er arbeitete als Angestellter in einer Versicherung, gründete und betrieb später die Diskothek Pussycat und war mit dieser und weiteren Diskotheken wirtschaftlich sehr erfolgreich. 1962 besuchte er eher zufällig die Galerie von Hanna Bekker vom Rath, in der er auf einer Vernissage mit Werken von Max Pechstein einen Holzstich des Künstlers erwarb.
Mit diesem Kauf wurde er zum engagierten Sammler, u. a. von Werken von Alexej von Jawlensky, Franz Marc, August Macke und Emil Nolde bis zur Kunst der Gegenwart. Ein Schwerpunkt seiner Sammeltätigkeit sind Maler der sogenannten verschollenen Generation, Künstler, die in der Zeit des Nationalsozialismus emigrierten oder im Zweiten Weltkrieg starben, wie Johannes Wüsten, Erich Borchert, Rudolf Bauer und Paul Kleinschmidt. Werke der Sammlung Brabants wurden in vielen Museen ausgestellt, u. a. in Montreal oder Paris.
Ende des Jahres 2017 gab Brabant die Regelung seines Nachlasses bekannt: Nach seinem Tod erhalten das Staatliche Museum Schwerin und das Museum Wiesbaden in seiner Wahlheimatstadt jeweils dreihundert Gemälde. Bis zum 30. September 2018 zeigte das Museum Wiesbaden die umfassende Kunstsammlung „Von Beckmann bis Jawlensky“ des Wahl-Wiesbadeners. Zuvor war diese Ausstellung bereits vom 24. November 2017 bis zum 18. Februar 2018 im Staatlichen Museum Schwerin gezeigt worden.
Die Kunsthalle ”Talstrasse“ in Halle (Saale) zeigte vom November 2019 bis Februar 2020 in der Ausstellung „Das Frauenbild der 1920er Jahre. Zwischen Femme fatale und Broterwerb“ Werke unter anderem von Karl Hofer, Georg Tappert, Otto Dix, Max Pechstein, Alexej von Jawlensky.
Brabant lebt in Wiesbaden.

## Ehrungen und Auszeichnungen
- 2017: Eintragung in das Goldene Buch der Landeshauptstadt Schwerin[8]
- 2018: Verleihung der Goethe-Plakette durch Kunst- und Kulturminister Boris Rhein an den Wiesbadener Kunstmäzen Frank Brabant[9]